# Deutsches Nachrichtenbüro
La Deutsches Nachrichtenbüro (DNB) fue una agencia de noticias de la Alemania nazi, que operó entre 1933 y 1945.

## Historia
La agencia fue fundada en diciembre de 1933 mediante la fusión del Telegraphen-Union y de la Wolffschen Telegraphen Bureau. A través de la DNB, que constituía una agencia estatal de información, el Ministerio de Propaganda pudo controlar el contenido de la prensa y de la radio. Esto hizo de ella un importante instrumento del aparato propagandístico nazi. En poco tiempo más de la mitad del material que aparecía en la prensa alemana procedía del DNB.
Durante la década de 1930 mantuvo buenas relaciones con otras agencias de noticias como Reuters o Havas, e incluso llegó a establecer con ellas una alianza en contra de la agencia norteamericana Associated Press. La DNB siguió operando durante el transcurso de la Segunda Guerra Mundial, hasta su desaparición en 1945.